# 島津忠兼 (播磨家)
島津 忠兼（しまづ ただかね）は、鎌倉時代末期から南北朝時代にかけての武将。播磨国下揖保荘地頭。

## 生涯
元弘3（1333）年4月27日、足利高氏（尊氏）より後醍醐天皇の勅命を伝えられ、元弘の乱に参戦した。後に尊氏と共に建武政権から離反して畿内各地を転戦し、観応の擾乱でも尊氏党に与し活躍。歴戦の武功により播磨布施郷・甲斐国花崎郷・相模国山内荘・同岩瀬郷等を領有する。
忠兼の奮戦は『越前島津家文書』（国立歴史民俗博物館蔵、国の重要文化財）に詳しい。同文書には忠兼ら尊氏の馬廻衆と推定される53名からなる一揆契状が収録されており、特に貴重な史料とされている。